# ميخائيل آدامز
ميخائيل آدامز (بالإنجليزية: Michael Adams)‏ هو شخصية أعمال وسياسي أمريكي، ولد في 28 أكتوبر 1831 في الولايات المتحدة، وتوفي في 24 ديسمبر 1903 في ويسكونسن في الولايات المتحدة. حزبياً، نشط في الحزب الجمهوري. وقد انتخب عضو جمعية ولاية ويسكونسن.